# Nicolò Traverso

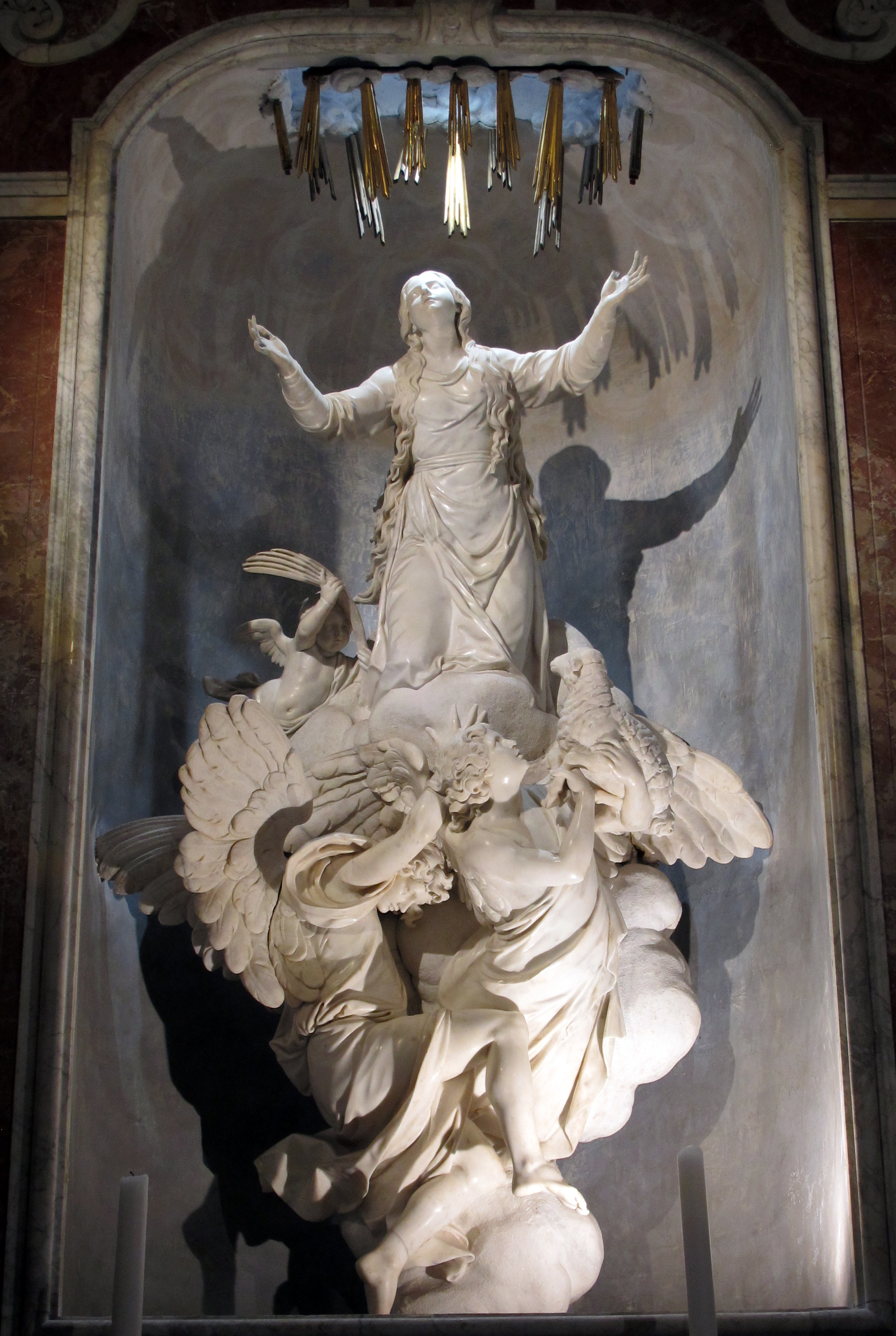
Sant'Agnese in Gloria. Eseguita nel 1791 per la scomparsa chiesa di S. Agnese, la scultura fu trasferita in N.S. del Carmine all'inizio del XIX secolo

Nicolò Stefano Traverso (Genova, 1745 – Genova, 1823) è stato uno scultore italiano, insegnante presso l'Accademia Ligustica a partire dagli anni novanta del Settecento.

## Biografia
Nato e cresciuto nella Parrocchia di Sant'Agnese, abitò sino al 1770 con il padre e la famiglia in una casa appena fuori dalla Porta di Carbonara poi, alla morte di questi, abbandonò probabilmente Genova per un breve soggiorno romano (durante il quale, nel 1777 si aggiudicò un premio presso l'Accademia di San Luca), "sponsorizzato" dal marchese Luca Cambiaso, che in lui e in Francesco Ravaschio aveva visto due artisti capaci di rinnovare l'arte ligustica per quanto riguardava la scultura, ormai scialba e limitata alla tiepida ripetizione di quello che erano stati gli incendi barocchi di Pierre Puget, Filippo Parodi e Francesco Maria Schiaffino.
Tornato a Genova attorno al 1778, venne incaricato di realizzare, in collaborazione con il collega e amico Francesco Ravaschio, la decorazione a stucco del Palazzo Ducale, rinnovato completamente dall'architetto Simone Cantoni in seguito al devastante incendio divampato del 1777. 
Riscuotendo il successo di questa prima commissione pubblica, Nicolò Traverso ottenne dal Marchese Durazzo la commissione per la realizzazione di una delle due grandi statue che ornano il grande atrio del Palazzo Durazzo-Pallavicini di Strada Balbi (civico n. 1) appena rinnovato nella sua struttura dall'architetto Andrea Tagliafichi, mentre l'altra statua venne affidata alla mano di Ravaschio. Operò poi, sempre per i Durazzo, scolpendo quattro figure allegoriche delle arti per l'attuale Palazzo Reale oltre al Genio della Scultura, che venne esposto nella Galleria degli Specchi del medesimo edificio. Mise mano anche alla realizzazione di due bassorilievi marmorei per la cappella della famiglia Pasqua per il Palazzo di via Interiano 2 (oggi palazzo Pallavicino), ai busti di Mercurio e Pallade per il Salone del Sole ideato da Charles de Wailly in Strada Nuova e a molte altre opere per importanti famiglie genovesi, per molte delle quali oggi si è persa quasi totalmente notizia. 
Come suo capolavoro viene indicato dall'Alizeri e da tutta la critica il grande gruppo marmoreo rappresentate la Gloria di Sant'Agnese, che l'artista realizzò nel 1791 per la sua Parrocchia, studiando un grandioso apparato decorativo con Giovanni David e inserendo la statua all'interno della cornice di quattro grandi tele e degli affreschi realizzati dal pittore di Cabella Ligure sulla volta del coro, rappresentati gli episodi della vita della santa che dovevano culminare con la sua gloria celeste, incarnata dal marmo straordinario di Traverso.
Pur non acceso da sentimenti politici venne coinvolto nella vicenda napoleonica della città, essendo prescelto per l'ideazione del monumento a Napoleone in Piazza dell'Acquaverde. Realizzata attorno al 1810, poco meno di sei anni dopo la grande statua venne fatta a pezzi e gettata nel porto. Laconicamente l'artista, per cui l'ideazione del monumento era stata travagliata e sofferta a livello sia tecnico sia spirituale, avrebbe commentato: "Hanno ben fatto, era un'opera mal riuscita".
Dal 1793 circa, a mandati alterni con Bernardo Mantero (esponente della vecchia scuola barocca dei Bocciardo) e poi in maniera stabile dai primi anni del XIX secolo fu titolare della cattedra di Scultura presso l'Accademia Ligustica di Belle Arti, ricevendo le lodi e la stima degli intellettuali del tempo e partecipando al fermento culturale che stava trascinando Genova, dall'ombra di una decadenza settecentesca, verso la grande stagione dell'Ottocento.
Morì il 10 febbraio 1823 nella città di Genova, ci resta il suo necrologio pubblicato sulla Gazzetta di Genova il 19 dello stesso mese che lo indica come integerrimo, umile e grande artista. Venne sepolto nella chiesa di San Nicola, poco sopra alla dimora dove era nato e cresciuto e dove, con tutta probabilità, era tornato ad abitare dopo il soggiorno romano.

## Considerazioni stilistiche
(F. Alizeri, Guida artistica alla città di Genova, Genova 1846)

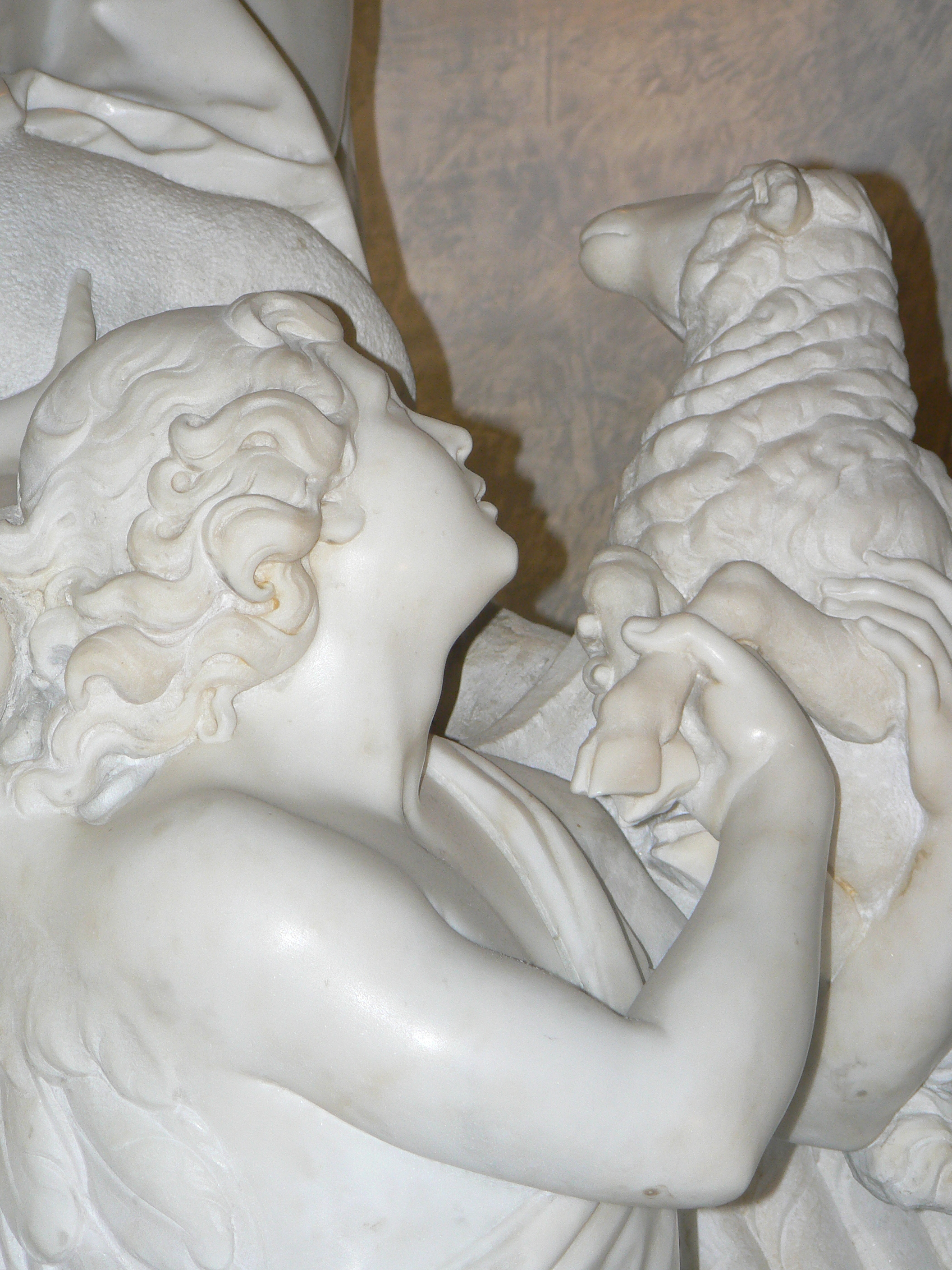
Sant'Agnese in Gloria, particolare

Stilisticamente il Traverso si colloca come una personalità di transizione tra la tradizione barocca ligure e il nuovo stile pienamente neoclassico, che si esprimerà appieno con le opere di Ignazio Peschiera e Santo Varni. Allievo di Carlo Cacciatori sin da giovanissimo, prese parte alla conclusione della messa in opera dei bassorilievi per la chiesa dei padri Scolopi, lasciati incompiuti dallo scomparso Francesco Maria Schiaffino, realizzandone forse interamente uno di sua mano. Narra l'Alizeri di come il Cacciatori si fosse accorto della destrezza del giovane Nicolò con il modellato, nel momento in cui aveva ricostruito in maniera perfetta un gesso preparatorio dello Schiaffino, andato in pezzi per essere stato maldestramente collocato da alcuni apprendisti e avesse così deciso di affidargli, come premio e prova di maturità, la realizzazione in marmo del rilievo stesso.
La mano di Nicolò Traverso traccia linee dolci, morbide e tenui, ma non già immobili e ieratiche come quelle tipiche della piena stagione neoclassica, quanto ancora animate e mosse da una brezza leggera, un sottile vento primaverile non immemore dello scirocco sei-settecentesco, ma arrivato ad una maturazione ulteriore, un superamento qualitativo e compositivo figlio dell'esperienza romana e dalla naturale attitudine del Traverso al modellare. Prendendo ad esempio la Santa Agnese in Gloria, oggi traslata dalla chiesa omonima a quella del Carmine, si può percepire come, in una composizione che risente ancora dello spirito barocco così amante degli "ammassi" angelici e delle nubi "trionfanti" di parodiana memoria, lo scalpello del Traverso trasformi la pietra in una carne non tanto umana quanto divinamente perfetta e tuttavia animata da labbra socchiuse in un sospiro e da mani così dolci da parere vere.

## Opere
- Scena di lotta, Galleria d'arte moderna di Genova
- Trofeo d'Armi, in collaborazione con Francesco Ravaschio, Galleria d'arte moderna di Genova
- Filosofo, Galleria d'arte moderna di Genova[2]
- Marchesa Spinola, collezione privata[3]
- Marchese Spinola, collezione privata[4]
- Allegorie rivoluzionarie, Accademia ligustica di belle arti, Genova[5]